# Сонго-Сонго – Дар-Ес-Салам
Сонго-Сонго — Дар-ес-Салам — газопровід на сході Танзанії, споруджений для постачання продукції з родовища Сонго-Сонго до столичного регіону. Перший трубопровід в історії газової промисловості країни.
Зростаючий попит на електроенергію та проблеми з виробленням електроенергії на ГЕС через кілька сезонів малої водності підряд змусили на початку 2000-х років звернути увагу на розвиток теплової генерації, що створювало ринок збуту для відкритих ще кілька десятків років тому газових родовищ. Першим введеним в розробку стало Сонго-Сонго, для видачі продукції якого у 2004 році запустили трубопровід, що мав дві ділянки:
- довжиною 25 км та діаметром 300 мм від острова Сонго-Сонго до району Саманга-Фунга на материковій частині Танзанії;
- довжиною 207 км та діаметром 400 мм від Саманга-Фунга до Дар-ес-Саламу.
Постачене блакитне паливо спрямовувалось на ТЕС Убунго, що належала компанії Sonagas, котра також була власником газопроводу. Головним учасником Sonagas на момент запуску проекту виступала британська CDC Group, крім того, свою частку мали місцеві Tanzania Electric Supply Company (Tanesco), Tanzania Development Finance Company Ltd (TDFL) та Tanzania Petroleum Development Corporation (TPDC).
Через певний час свою ТЕС Убунго, яка також розраховувалась на використання блакитного палива із Сонго-Сонго, спорудила компанія Tanesco.
Окрім теплової генерації, газопровід постачає паливо розташованому у Wazo Hill цементному заводу Twiga, а також численним більш дрібним промисловим споживачам.